# Ha Long-bukten

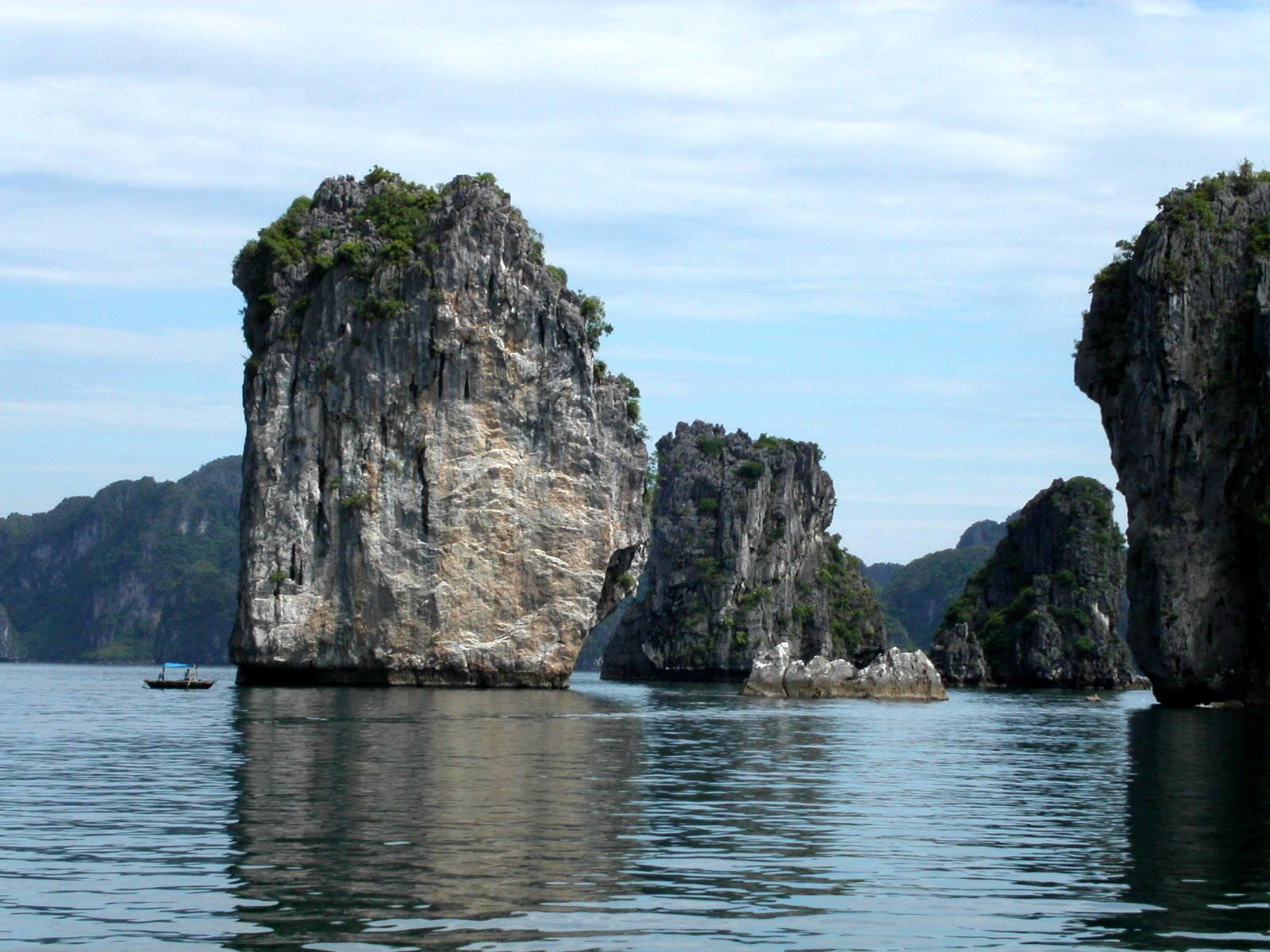
Ha Long-bukten i oktober 2003

Ha Long-bukten (i internationella turistsammanhang ofta benämnd som Halong Bay) är ett vattenområde på ungefär 1 500 km² i norra Vietnam. Det vietnamesiska namnet Vịnh Hạ Long betyder "Den nedstigande drakens bukt".

## Geografi
Bukten består av ett tätt nätverk med 1 969 monolitiska kalkstensöar, var och en med en kompakt djungelvegetation på toppen vilka reser sig spektakulärt från havet. Flera av öarna är ihåliga, med enorma grottor. Hang Dau Go ("Timmergrottan") är den största grottan i Ha Long-området. Franska turister besökte denna i slutet på 1800-talet och gav den namnet Grotte des Merveilles. Dess tre stora kammare består av stora mängder stalaktiter och stalagmiter (såväl som av franskt klotter från 1800-talet).
Några av öarna har flytande fiskebyar, som utnyttjar det grunda vattnet med 200 fiskarter och 450 molluskarter. Många av öarna har fått namn av sina speciella formationer, bland dem Voi ("Elefant"), Ga Choi ("Kämpande tuppen") och Mai Nha ("Taket"). Sammanlagt 989 av öarna har namngivits. Bland faunan kan nämnas bantam-höns, antiloper, apor och leguaner.
Bukten blev 1994 uppsatt på Unescos världsarvslista och är en av Vietnams populäraste turistdestinationer.

## Historik
Ha Long-bukten har varit platsen för lokala sjöslag mot Vietnams grannländer. Vid tre tillfällen hindrade den vietnamesiska armén kineserna från att landsätta trupper i ölabyrinten. År 1288 hindrade general Tran Hung Dao mongoliska fartyg att segla från närliggande Bach Dang-floden genom att placera spetsiga bambupålar vid högvatten, vilket sänkte den mongoliska flottan.
Under Vietnamkriget var många av kanalerna mellan öarna hårt minerade av den amerikanska flottan; en del av dessa minor utgör än idag ett hot mot fartyg.
Den 17 februari 2011 sjönk en båt i bukten och åtminstone tolv personer omkom. Flera av de omkomna var utländska turister. Två unga kvinnor av de döda kom från Värmland.

## Ekonomi
Det omgivande landet kring staden Ha Long är rikt på höggradiga kolfyndigheter, och kolgruvorna där ägs av den vietnamesiska regeringen.

## I populärkulturen
Bukten var en av inspelningsplatserna för James Bond-filmen Tomorrow Never Dies från 1997. Den är också med i själva filmen där det visar sig att ett stealth-fartyg har använt bukten som bas.

## Bildgalleri

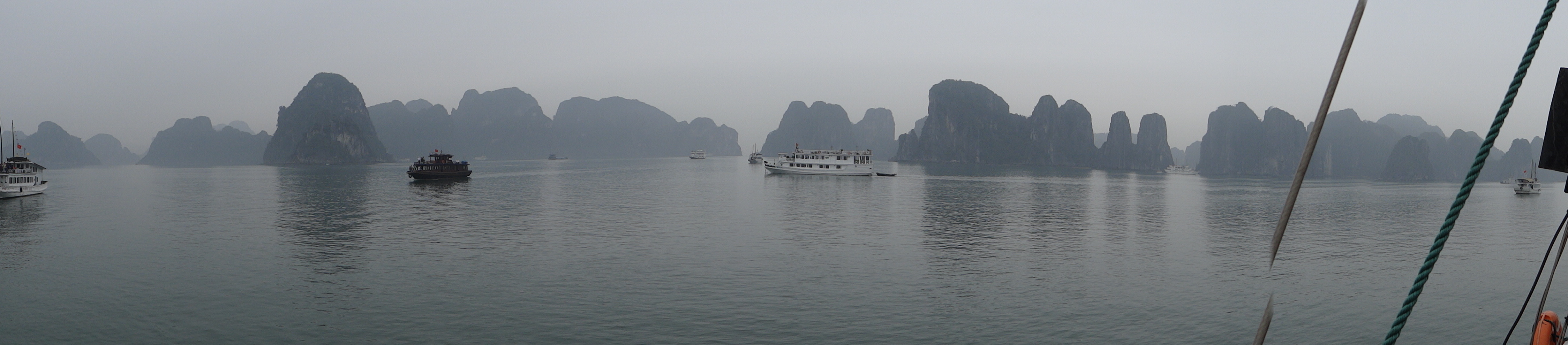
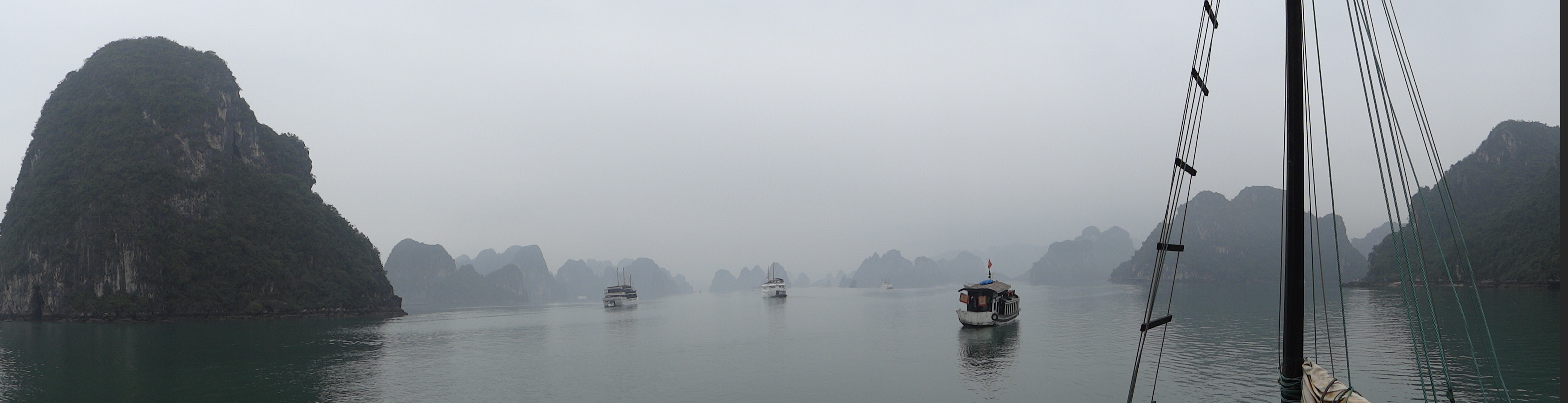
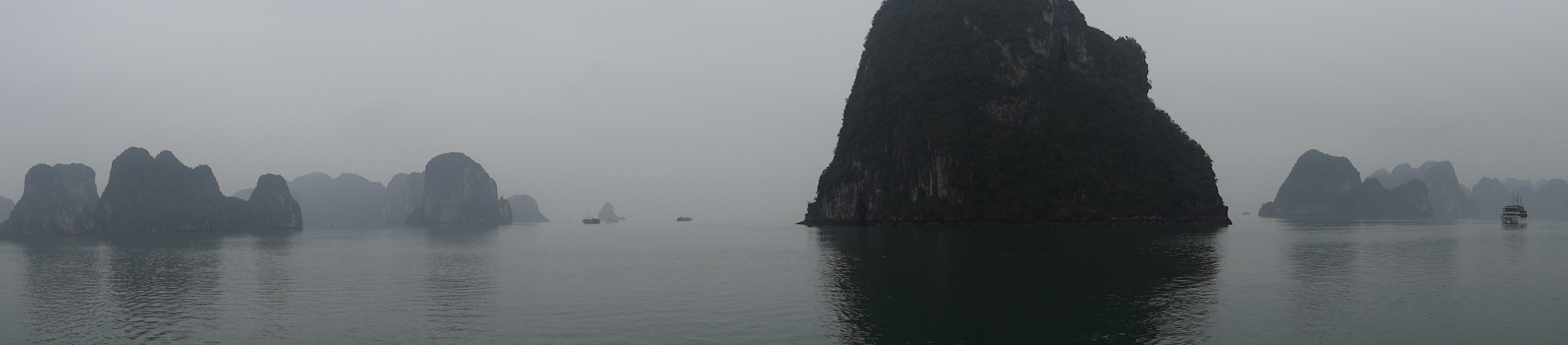